# Héctor Oaxaca
Héctor Oaxaca Acosta (Chihuahua, 13 de marzo de 1926-Ciudad Juárez, 10 de junio de 2013), apodado cariñosamente como "Chinito" y “Oaxaquita” por sus compañeros de gremio, fue un fotoperiodista mexicano afincado en Ciudad Juárez, primo del actor Anthony Quinn.

## Biografía
Héctor Oaxaca nació en Chihuahua, pero se consideraba juarense, ciudad a la que se trasladó en la adolescencia, en la que conoció a su mujer, Graciela Echávarri, y en la que se afincó definitivamente. Sus padres fueron David Oaxaca y María Acosta.
Su dilatada carrera como fotógrafo se prolongó durante poco menos de 70 años, publicando gran cantidad de imágenes en publicaciones de la zona fronteriza entre México y Estados Unidos, como El Fronterizo, El Mexicano (uno de los periódicos más importantes de la ciudad de Tijuana), Associated Press y El Paso y Más', un periódico en español editado por El Paso Times.

## Premios
Según Alejandro Cruz Rivera, presidente de las federación de reporteros de deporte mexicana, Héctor Oaxaca ha ganado todos los premios fotográficos que pueden ganarse en México. 

## Exposiciones
El centro comercial “Las Misiones” de Ciudad Juárez organizó una exposición retrospectiva de su obra unas semanas antes de su fallecimiento. 